# تارکولا، استرالیای جنوبی
تارکولا (به انگلیسی: Tarcoola) یک شهرک در استرالیا است که در استرالیای جنوبی واقع شده‌است.